# 许叔冀
许叔冀（？—？），唐朝人。
李亨為東宮時，擔任東宮右善贊大夫。安史之乱时任灵昌（今河南滑县）太守，为人狡猾而多诈。房琯推薦他擔任御史大夫，以牵制贺兰进明。張巡困守住睢阳，张巡遣南霽雲向彭城（今江苏省徐州市）许叔冀求援，但叔冀不願出兵，只許以幾千匹布敷衍，南霽雲怒骂而归。霽雲轉向贺兰进明求救，进明受到叔冀牽制，亦不敢分兵救张巡。曾隨郭子仪進攻邺南，大敗而返。李光弼要求他固守汴州（河南省開封市）十五日，史思明陷汴州，许叔冀力屈降贼。